# Орочијски језик
Орочијски језик говоре Орочи у источном Сибиру (Руски далеки исток). Припада породици тунгуских језика. Говори се у Хабаровској Покрајини. Језик је подељен на три дијалекта: тумнински, хадински и хунгарски. На почетку 21. века, створена је писана форма језика.

## Ортографија
| А а | Б б | В в | Г г | Д д | Е е | Ё ё | Ж ж |
| З з | И и | Й й | К к | Л л | М м | Н н | Ӈ ӈ |
| О о | П п | Р р | С с | Т т | У у | Ф ф | Х х |
| Ц ц | Ч ч | Ш ш | Щ щ | Ъ ъ | Ы ы | Ь ь | Э э |
| Ю ю | Я я |     |     |     |     |     |     |